# Kyōsuke Motomi
Kyōsuke Motomi (最富 キョウスケ?, Motomi Kyōsuke; ...) è una fumettista giapponese che ha creato storie spesso pubblicate sulla rivista Bessatsu Shōjo Comic.
Tra le sue opere vi è Elettroshock Daisy, manga pubblicato in Italia dalla Flashbook.

## Opere
- Beads Club (男前!ビーズ倶楽部?, Otokomae! Bīzu Kurabu) (2005)
- Freccia danzante (プリキュウ?, Purikyuu) (2005)[2]
- Youth Survival (青春サバイバル?, Seishun Sabaibaru) (2006)
- Penguin Prince (ペンギンプリンス?, Pengin Purinsu) (2006)
- Elettroshock Daisy (電撃デイジー?, Dengeki Deijī) (2007-2014)[3]
- Beast Master (ビーストマスター?,  Bīsuto Masutā) (2007)
- QQ Sweeper (QQスイーパー?, QQ Suīpā) (2014-2015)[4][5][6]
- Queen's Quality (クイーンズ・クオリティ?, Kuīnzu Kuoriti) (2015-in corso)[7]